# سسک بیشه سری‌لانکا
سسک بیشه سری‌لانکا (نام علمی: Elaphrornis palliseri)، همچنین به عنوان سسک بیشه سیلان یا سسک پالیسر شناخته می‌شود، یک سسک بیشه جهان قدیم است که یک زادآور بومی ساکن در سری‌لانکا است، جایی که تنها سسک بیشه است.